# Procurador general
El procurador general representava el rei de la Corona d'Aragó en relació amb tots els aspectes i era assessorat per un Consell de la Procuradoria.
Després d'una primera època en què les prerrogatives no eren ben definides, l'any 1309, s'establí que hi havia un únic procurador general per a tota la Corona d'Aragó i que era el successor del monarca.
A causa de la seua important funció judicial, tenia la seua pròpia cort.
En cadascun dels regnes de la Corona d'Aragó era representat pel portaveu del Procurador reial.
El nom, d'ençà del 1363, fou canviat pel de Governador general.